# Karl Diehl
Karl Diehl, född 27 mars 1864 i Frankfurt am Main, död 1943, var en tysk nationalekonom.
Diehl blev filosofie doktor i Halle an der Saale på avhandlingen P.J. Proudhon, seine Lehre und sein Leben (1888; två fortsättningshäften 1890, 1896). Efter liknande plan utarbetade han det omfattande arbetet Socialwissenschaftliche Erläuterungen zu David Ricardos System der Volkswirtschaft (två band, 1905). Han blev professor i Halle an der Saale 1893, i Rostock 1898, i Königsberg 1899 och i Freiburg im Breisgau 1908.
Diehl utövade ett mycket omfattande författarskap och räknades till de mer bemärkta akademiska lärarna inom sitt ämne i Tyskland. Bland hans arbeten kan ytterligare nämnas Über Sozialismus, Kommunismus und Anarchismus (1906; på svenska "Socialismen, kommunismen och anarkismen", 1913) och Zur Frage der Getreidezölle (1912), ett inlägg mot Lujo Brentano och propagandan för frihandel.